# Тироль, Павел Петрович
Павел Петрович Тироль (30 марта 1812 — 12 января 1871) — русский военно-морской деятель, контр-адмирал (1870), брат военных моряков Александра, Константина и Михаила Тиролей.

## Биография
Родился в 1812 году. Вероятно, немец по национальности, уроженец Лифляндской губернии. В 1824 году поступил в Морской кадетский корпус, который окончил в 1830 году с чином гардемарина. В следующем, 1831 году, был произведён в мичманы и определён на Балтийский флот.
В 1831—44 годах служил на различных парусных судах Балтийского флота: линейном корабле «Не тронь меня», бригах «Агамемнон» и «Казарский»; с 1837 года — лейтенант. В 1844 году был переведён в отряд гребной флотилии и на одном из её судов нес сторожевую службу у Кронштадта. В 1848 году Тироль был повышен до капитан-лейтенанта, и был назначен на корабль «Эмгейтен», на котором впервые (в возрасте 36 лет) из Балтийского вышел в Северное море.
В ходе Крымской войны принимал участие в обороне Кронштадта от англо-французского флота на борту того же корабля.
После окончания Крымской войны был назначен командиром транспорта «Америка», на котором крейсировал между Кронштадтом и Свеаборгом. Однако, уже в октябре 1856 года транспорт «Америка» при плохой погоде потерпел крушение у острова Гогланд. Тироль был отдан под следствие, но оправдан.
В 1859 году он был назначен командиром винтовой лодки «Бурун» и вскоре после этого произведён в капитаны 2-го ранга. В 1862 году был повышен до капитана 1-го ранга и отправлен в Николаевск-на-Амуре, где возглавил 27-й флотский экипаж. Прослужив четыре года на Дальнем Востоке, Тироль возвратился в Санкт-Петербург зимой 1866 года и тогда же был назначен начальником 8-го флотского экипажа.
В 1870 году был произведён в контр-адмиралы при выходе в отставку.
Скончался в 1871 году.
В честь П. П. Тироля назван мыс (мыс Тироль, Японское море, Залив Петра Великого, мыс обследован в 1863 году экспедицией В. М. Бабкина, тогда же было присвоено название мысу).